# Nudnida Luangnam
Nudnida Luangnam (thailändisch ณัฐนิดา หลวงแนม, RTGS Natnida Luangnaem, Rufname Chun; * 27. Februar 1987 in Sukhothai) ist eine thailändische Tennisspielerin.

## Karriere
Nudnida begann 2003 auf ITF-Turnieren, auf denen sie bislang jeweils 13 Einzel- und Doppeltitel gewann. Von 2006 bis 2013 spielte sie für Thailand im Fed Cup (ihre Bilanz: 4 Siege, 7 Niederlagen).

### Einzel
Im April 2005 stand Nudnida bei einem kleineren ITF-Turnier in Jakarta erstmals im Finale, verlor dieses jedoch deutlich. Im September desselben Jahres konnte sie an gleicher Stelle den Titel gewinnen. 2006 folgte in Chennai der zweite ITF-Titel. Im Februar 2007 schaffte Nudnida erstmals die Qualifikation für ein WTA-Turnier, als sie in Bangalore Yan-Chong Chen, Asha Nanda Kumar und Andreja Klepač ohne Satzverlust besiegte. In Runde eins verlor sie dann in zwei Sätzen gegen die Ukrainerin Julija Bejhelsymer. In dem Jahr folgte noch der dritte ITF-Titel in Vic.
Im Juli und August 2010 gewann Nudnida zwei ITF-Turniere in Folge; zunächst war sie in Nonthaburi, zwei Wochen später in Balikpapan erfolgreich.
2011 versuchte sie sich erstmals in der Qualifikation eines Grand-Slam-Turniers, bei den Australian Open scheiterte sie jedoch bereits in der ersten Runde. Für das anschließende Turnier in Pattaya erhielt sie eine Wildcard; gegen Ana Ivanović verlor sie deutlich mit 0:6 und 2:6. Im Februar 2012 gelang ihr zum zweiten Mal die Qualifikation für ein WTA-Turnier; in Kuala Lumpur besiegte sie Donna Vekić, Rika Fujiwara und Jelena Bowina, unterlag dann im Hauptfeld jedoch Ayumi Morita klar in zwei Sätzen. Im September 2012 spielte sie sich durch die Qualifikation in Guangzhou und schlug überraschend Jarmila Gajdošová in drei Sätzen. In Runde zwei verlor sie jedoch klar gegen Peng Shuai. Zwei Wochen später qualifizierte sie sich für das WTA-Turnier in Ōsaka; das Aus gegen Virginie Razzano kam erneut in Runde eins.

### Doppel
Im Doppel gewann Nudnida im November 2004 in Manila zusammen mit Prim Buaklee ihren ersten ITF-Titel; ihre Gegnerinnen konnten zum Endspiel nicht antreten. Der zweite Titelgewinn folgte dann im April 2006 in Mumbai an der Seite von Thassha Vitayaviroj nach Aufgabe der Finalgegnerinnen im ersten Satz. Im Juli 2006 gewann sie mit Ayu-Fani Damayanti den dritten Doppeltitel in Bangkok. Ihr einziges Match bei einem WTA-Turnier verlor Nudnida 2005 zusammen mit Tamarine Tanasugarn in Bangkok knapp in drei Sätzen.

## Turniersiege

### Einzel
| Nr. | Datum              | Turnier             | Kategorie   | Belag             | Finalgegnerin     | Ergebnis       |
| --- | ------------------ | ------------------- | ----------- | ----------------- | ----------------- | -------------- |
| 1.  | 25. September 2005 | Jakarta             | ITF $10.000 | Hartplatz         | Chen Lu-ling      | 6:4, 6:4       |
| 2.  | 8. April 2006      | Chennai             | ITF $10.000 | Sand              | Miki Miyamura     | 6:3, 6:0       |
| 3.  | 6. Mai 2007        | Vic                 | ITF $10.000 | Sand              | Lisa Tognetti     | 4:6, 6:3, 6:3  |
| 4.  | 24. Juli 2010      | Nonthaburi          | ITF $25.000 | Hartplatz         | Tomoko Yonemura   | 2:6, 7:5, 6:1  |
| 5.  | 7. August 2010     | Balikpapan          | ITF $25.000 | Hartplatz         | An-Sophie Mestach | 6:0, 3:6, 6:2  |
| 6.  | 15. Februar 2014   | Nonthaburi          | ITF $10.000 | Hartplatz         | Wen Xin           | 6:3, 6:4       |
| 7.  | 13. September 2014 | Kyoto               | ITF $10.000 | Hartplatz (Halle) | Kyōka Okamura     | 7:67, 3:6, 6:4 |
| 8.  | 1. März 2015       | Scharm asch-Schaich | ITF $10.000 | Hartplatz         | Aminat Kuschkhowa | 6:1, 6:3       |
| 9.  | 15. März 2015      | Scharm asch-Schaich | ITF $10.000 | Hartplatz         | Melanie Klaffner  | 6:2, 6:4       |
| 10. | 17. November 2018  | Nonthaburi          | ITF $15.000 | Hartplatz         | Misaki Matsuda    | 7:6, 2:6, 6:2  |
| 11. | 1. Dezember 2018   | Hua Hin             | ITF $15.000 | Hartplatz         | Aldila Sutjiadi   | 6:1, 3:6, 6:3  |
| 12. | 9. Dezember 2018   | Hua Hin             | ITF $15.000 | Hartplatz         | Aldila Sutjiadi   | 6:3, 1:6, 6:1  |
| 13. | 26. Mai 2019       | Singapur            | ITF $25.000 | Hartplatz         | Aldila Sutjiadi   | 6:3, 6:2       |

### Doppel
| Nr. | Datum             | Turnier    | Kategorie   | Belag        | Partnerin            | Finalgegnerinnen                           | Ergebnis          |
| --- | ----------------- | ---------- | ----------- | ------------ | -------------------- | ------------------------------------------ | ----------------- |
| 1.  | 13. November 2004 | Manila     | ITF $10.000 | Sand (Halle) | Prim Buaklee         | Ayu-Fani Damayanti Septi Mende             | kampflos          |
| 2.  | 1. April 2006     | Mumbai     | ITF $10.000 | Hartplatz    | Thassha Vitayaviroj  | Natasha Khan Claire Peterzan               | 3:3 Aufgabe       |
| 3.  | 30. Juli 2006     | Bangkok    | ITF $10.000 | Hartplatz    | Ayu-Fani Damayanti   | Wilawang Choptang Thassha Vitayaviroj      | 6:2, 6:2          |
| 4.  | 23. Oktober 2015  | Bangkok    | ITF $15.000 | Hartplatz    | Peangtarn Plipuech   | Emma Laine Walerija Strachowa              | 6:2, 6:3          |
| 5.  | 14. Oktober 2016  | Hua Hin    | ITF $10.000 | Hartplatz    | Zhang Yukun          | Guo Hanyu Lu Jiaxi                         | 6:2, 6:3          |
| 6.  | 21. Oktober 2016  | Hua Hin    | ITF $10.000 | Hartplatz    | Varunya Wongteanchai | Chompoothip Jundakate Tamachan Momkoonthod | 6:2, 6:72, [10:0] |
| 7.  | 2. Dezember 2016  | Hua Hin    | ITF $10.000 | Hartplatz    | Varunya Wongteanchai | Mai Hontama Yukina Saigō                   | 7:5, 6:3          |
| 8.  | 28. April 2017    | Hua Hin    | ITF $15.000 | Hartplatz    | Varunya Wongteanchai | Patcharin Cheapchandej Han Sung-hee        | 7:5, 6:2          |
| 9.  | 21. Juli 2017     | Hua Hin    | ITF $15.000 | Hartplatz    | Varunya Wongteanchai | Patcharin Cheapchandej Han Sung-hee        | 6:2, 7:65         |
| 10. | 7. Oktober 2017   | Nonthaburi | ITF $15.000 | Hartplatz    | Varunya Wongteanchai | Elaine Genovese Oona Orpana                | 6:4, 6:4          |
| 11. | 7. September 2018 | Nonthaburi | ITF $15.000 | Hartplatz    | Bunyawi Thamchaiwat  | Cho I-hsuan Wang Danni                     | 6:2, 6:0          |
| 12. | 16. November 2018 | Nonthaburi | ITF $15.000 | Hartplatz    | Varunya Wongteanchai | Bunyawi Thamchaiwat Ramu Ueda              | 2:6, 6:4, [10:7]  |
| 13. | 30. November 2018 | Hua Hin    | ITF $15.000 | Hartplatz    | Bunyawi Thamchaiwat  | Ayaka Okuno Aldila Sutjiadi                | 6:4, 6:2          |